# 1398
| 1398               |
| ------------------ |
| Dødsfald - Fødsler |
|                    |

| Gregoriansk kalender | 1398 MCCCXCVIII         |
| Ab urbe condita      | 2151                    |
| Armensk kalender     | 847 ԹՎ ՊԽԷ              |
| Kinesiske kalender   | 4094 – 4095 丁丑 – 戊寅 |
| Etiopisk kalender    | 1390 – 1391             |
| Jødisk kalender      | 5158 – 5159             |
| Hindukalendere       |                         |
| - Vikram Samvat      | 1453 – 1454             |
| - Shaka Samvat       | 1320 – 1321             |
| - Kali Yuga          | 4499 – 4500             |
| Iransk kalender      | 776 – 777               |
| Islamisk kalender    | 800 – 801               |

Regent i Danmark: Margrete 1. 1387-1412 og formelt Erik 7. af Pommern 1396-1439
Se også 1398 (tal)

## Begivenheder
- Hanseforbundet overdrager Stockholm til Margrete 1.
- Tyske orden besætter Gotland i et forsøg på at standse mecklenburgske sørøvere.